# Gorenji Vrsnik
Gorenji Vrsnik je naselje v Občini Idrija. Stoji med mestom Idrija in mestom Žiri na hribu visokem 716 m.